# Cariera de politician
Carieră de politician  (titlu original: All the King's Men) este un film american dramatic din 1949 regizat, produs și scris de Robert Rossen. Rolurile principale au fost interpretate de actorii Broderick Crawford, John Ireland, Joanne Dru și John Derek. A câștigat Premiul Oscar pentru cel mai bun film.
Broderick Crawford joacă rolul unui politician ambițios dar fără scrupule, Willie Stark.

## Distribuție
- Broderick Crawford - Willie Stark
- John Ireland - Jack Burden
- Joanne Dru - Anne Stanton
- John Derek - Tom Stark
- Mercedes McCambridge - Sadie Burke
- Shepperd Strudwick - Adam Stanton
- Ralph Dumke - Tiny Duffy
- Anne Seymour - Mrs. Lucy Stark
- Katharine Warren - Mrs. Burden
- Raymond Greenleaf - Judecător Monte Stanton
- Helene Stanley - Helene Hale
- Walter Burke - Sugar Boy
- Will Wright - Dolph Pillsbury
- Grandon Rhodes  - Floyd McEvoy

Actorul Paul Ford a avut un rol nemenționat ca șef al opoziției senatului.

### Premii
În 2001, filmul a fost inclus în Registrul Național de Film de către Biblioteca Congresului fiind considerat important din punct de vedere "cultural, istoric sau estetic". Este ultimul film câștigător al Oscarului pentru cel mai bun film care se bazează pe un roman care a câștigat  Premiul Pulitzer.

#### Academy Awards 1950
All the King's Men a câștigat 3 premii Oscar. 
| Premiu                   | Rezultat     | Câștigător                                                                     |
| ------------------------ | ------------ | ------------------------------------------------------------------------------ |
| Best Motion Picture      | Câștigat     | Robert Rossen Productions–Columbia (Robert Rossen, Producător)                 |
| Best Director            | Nominalizare | Robert Rossen Câștigător a fost Joseph L. Mankiewicz - A Letter to Three Wives |
| Best Actor               | Câștigat     | Broderick Crawford                                                             |
| Best Writing, Screenplay | Nominalizare | Robert Rossen Câștigător a fost Joseph L. Mankiewicz - A Letter to Three Wives |
| Best Supporting Actor    | Nominalizare | John Ireland Câștigător a fost Dean Jagger - Twelve O'Clock High               |
| Best Supporting Actress  | Câștigat     | Mercedes McCambridge                                                           |
| Best Film Editing        | Nominalizare | Robert Parrish și Al Clark Câștigător a fost Harry W. Gerstad - Champion       |

#### American Film Institute
- AFI's 100 Years...100 Movies—Nominalizare[4]
- AFI's 100 Years...100 Heroes and Villains:
  - Willie Stark — Nominalizat ca răufăcător[5]
- AFI's 100 Years...100 Movies (10th Anniversary Edition)—Nominalizare[6]